# Liparetrus atrox
Liparetrus atrox är en skalbaggsart som beskrevs av Britton 1980. Liparetrus atrox ingår i släktet Liparetrus och familjen Melolonthidae. Inga underarter finns listade i Catalogue of Life.